# Sergei Nikitowitsch Astachow

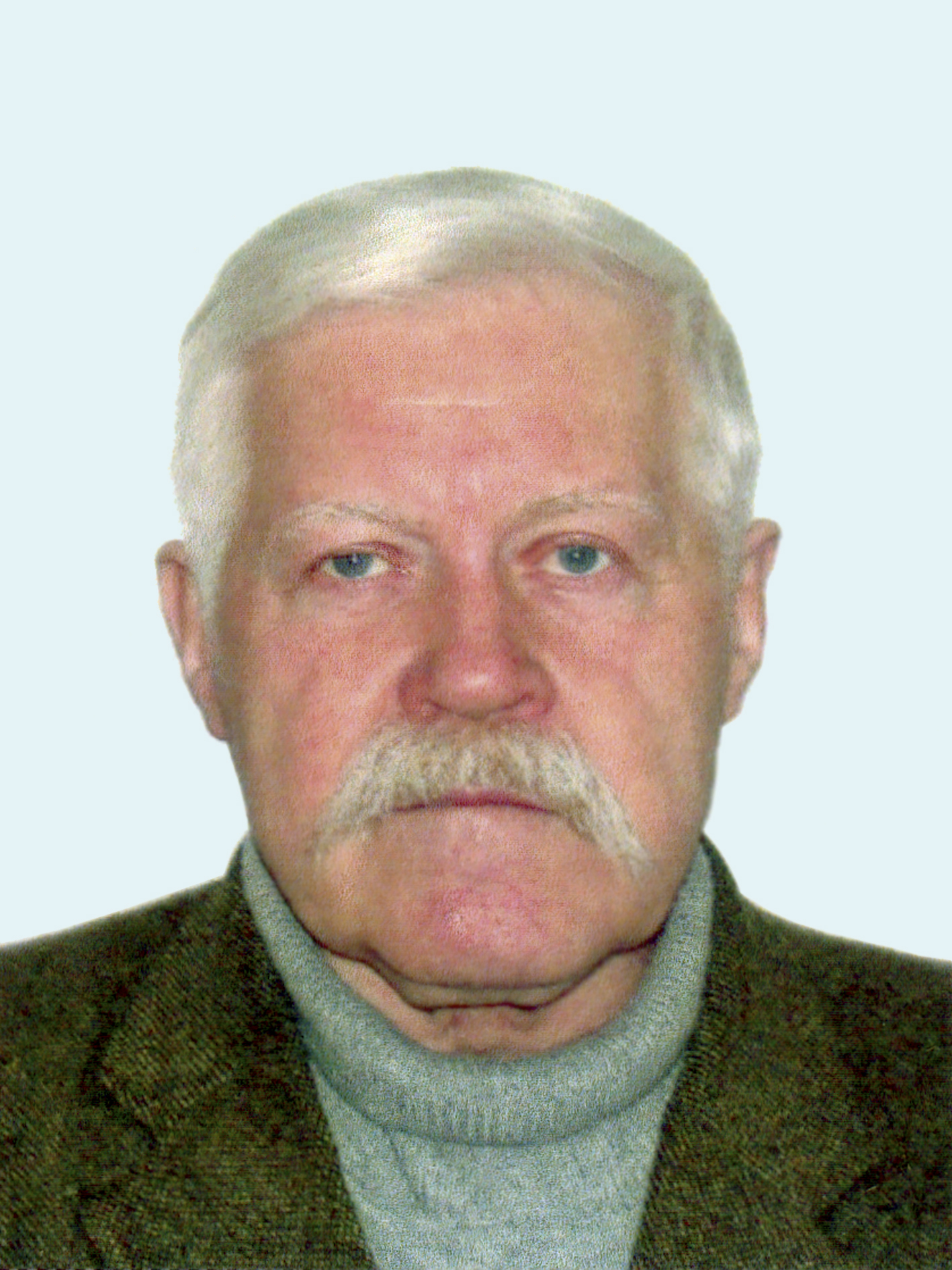
Sergei Nikitowitsch Astachow

Sergei Nikitowitsch Astachow (russisch Сергей Никитович Астахов; * 24. April 1933 in Schatura; † 11. Juli 2020 in St. Petersburg) war ein sowjetischer bzw. russischer Prähistoriker.

## Leben
Astachows Eltern waren der Lehrer Nikita Pawlowitsch Astachow (1885–1976) und seine Frau Pelageja Artemjewna geborene Gontscharonok (1899–1961). Bald nach seiner Geburt zog die Familie nach Jelez. Im Deutsch-Sowjetischen Krieg vertrat der Vater, der am Ersten Weltkrieg teilgenommen hatte, den Direktor der Dorfschule in Dybowez südlich von Jelez, der an die Front gegangen war. Anfang Dezember 1941 war das Dorf drei Tage lang von der Wehrmacht besetzt, und die Familie verlor durch einen Brand ihr Quartier. Sie konnte im März 1942 nach Jelez zurückkehren und wurde nach Baschkirien evakuiert mit Rückkehr nach Jelez 1943.
Nach dem Abschluss an der zehnjährigen Schule begann  Astachow 1951 das Studium an der Lomonossow-Universität Moskau in der Fakultät für Chemie. Wegen seines sich vermindernden Sehvermögens konnte er dort nicht bleiben und wechselte im dritten Studienjahr in die Historische Fakultät, wo er die Archäologie als sein Spezialgebiet wählte.
Während seiner ersten Expedition 1954 an die Kama unter der Leitung Otto Baders untersuchte Astachow Uraler Altertümer. Im folgenden Jahr nahm er unter der Leitung Andrei Welitschkos und Alexander Rogatschows an der Untersuchung altsteinzeitlicher Lagerplätze an Don und Desna teil. Im Mai 1956 untersuchte er im Auftrag Baders zusammen mit Jewgeni Tschernych eine Grube bei Wladimir und entdeckte den Fundplatz Sungir an der Kljasma, worüber er auf der III. Archäologie-Studenten-Konferenz 1957 berichtete. 1956 beteiligte er sich auch an den Ausgrabungen der Expedition Georgi Fjodorows in Moldawien. 1957 nahm er an den umfangreichen Ausgrabungen in Sungir teil. Bei der Verteidigung seiner bei Bader angefertigten Diplom-Arbeit über den Talizki-Lagerplatz war Michail Gerassimow sein Opponent.
Astachow wurde 1958 Mitarbeiter des Heimatmuseums der Oblast Moskau in Istra (jetzt Museumskomplex Neujerusalem). 1959 nahm er an der Baikalsee-Expedition Alexei Okladnikows teil und an den Ausgrabungen des spätaltsteinzeitlichen Lagerplatzes Fedjajewo an der  Angara.
Aufgrund seiner Arbeiten bei Bader wurde Astachow zur Aspirantur in die Leningrader Abteilung des Archäologie-Instituts der Akademie der Wissenschaften der UdSSR in Moskau eingeladen, die er 1960 begann. Er sammelte und systematisierte nun in den Archiven und Museen alle verfügbaren Informationen über den spätaltsteinzeitlichen Lagerplatzkomplex Afontowa Gora am linken Jenissei-Ufer bei Krasnojarsk. Das Ergebnis war seine Dissertation über die Siedlungen Afontowa Goras und ihren Platz in der Altsteinzeit Sibiriens, die er 1966 erfolgreich für die Promotion zum Kandidaten der historischen Wissenschaften verteidigte und die die seltene Empfehlung für die Veröffentlichung als Monografie erhielt. Veröffentlicht wurde die Dissertation 33 Jahre später. Er war nun Mitarbeiter der Altsteinzeit-Abteilung der Leningrader Abteilung des Archäologie-Instituts.
Als in den 1950er Jahren der Bau des Sajano-Schuschensker Wasserkraftwerks am Jenissei bei Tscherjomuschki oberhalb von Sajanogorsk beschlossen worden war, wurde die Sajano-Tuwinische Expedition zur archäologischen Untersuchung der künftigen Überschwemmungsgebiete gegründet. Die Expedition wurde das größte archäologische Unternehmen des Landes, in dem Astachow das Altsteinzeit-Kommando leitete. Seine ersten Ausgrabungen fanden am Chemtschik und in weiteren Seitentälern des oberen Jenissei statt. 1971 konzentrierte er sich auf Orte in der Nähe des künftigen Kraftwerks. Am Jenissei-Nebenfluss Golubaja entdeckte er einen Wohnkomplex, und am Kantegir grub er einen vielschichtigen Lagerplatz der Afontow-Kultur aus. 1972 wurde er Nachfolger des Expeditionsgründers und -leiters Alexander Gratsch. Nach dem Abschluss der Arbeiten im Zusammenhang mit dem Kraftwerksbau leitete er ab 1985 die Forschungen in den Neubau-Gebieten als Leiter der Tuwinischen Expedition.
Die Leningrader Abteilung des Moskauer Archäologie-Instituts wurde 1991 das Institut für Geschichte der Materiellen Kultur (IIMK) der Russischen Akademie der Wissenschaften in St. Petersburg, in dem Astachow bis 2013 wissenschaftlicher Vizedirektor war. Die Ergebnisse seiner langjährigen vielfältigen Forschungsarbeiten fasste er in seiner Doktor-Dissertation über die Altsteinzeit Tuwas zusammen, die er 1993 mit Erfolg für die Promotion zum Doktor der historischen Wissenschaften verteidigte.
Astachow war mit der Mitarbeiterin des Arktis-Antarktis-Forschungsinstituts Irina Nikolajewna geborene Tarakonowskaja (1934–2013) verheiratet. Ihre Tochter Olga (* 1960) wurde Immobilien-Expertin.